# Armoriale del Sacro Romano Impero

## Sacro Romano Impero

Stemma imperiale di Carlo VII, che fu Arci-Siniscalco ed allo stesso tempo Imperatore

Stemma del Brandeburgo con lo scettro di Arci-Ciambellano

Incominciando da Alberto II, lo stemma dell'Imperatore del Sacro Romano Impero otteneva di essere posizionato sul torso dell'aquila bicipite degli Asburgo. In precedenza gli imperatori godevano del diritto di avere uno stemma personale e uno imperiale. Le armi dei Principi elettori - i quali ricoprivano anche ciascuno un alto incarico cerimoniale - venivano "timbrate" con uno specifico contrassegno a seconda dell'incarico ricoperto.
| Stemma | Incarico/Blasonatura |
|        | Imperatore del Sacro Romano Impero - Prima del 1368: D'oro all'aquila di nero, rostrata, linguata, legata, membrata e armata di rosso - Dopo il 1368: D'oro all'aquila bicipite spiegata di nero, diademata d’argento del campo, rostrata, linguata, membrata e armata di rosso |
|        | Arci-Cancelliere del Sacro Romano Impero per la Germania: Arcivescovo di Magonza Di rosso, alla ruota d'argento (Ruota di Magonza) |
|        | Arci-Cancelliere del Sacro Romano Impero per l'Italia: Arcivescovo di Colonia D'argento, alla croce di nero |
|        | Arci-Cancelliere del Sacro Romano Impero per la Gallia: Arcivescovo di Treviri D'argento, alla croce di rosso |
|        | Arci-Maggiordomo del Sacro Romano Impero: Re di Boemia Di rosso, al leone d'argento con la coda bifida, armato, lampassato e coronato d'oro (dal Codex Balduineus, 1340 circa)                                                                                                  |
|        | Arci-Siniscalco del Sacro Romano Impero: Conte palatino del Reno (1356-1623), Duca di Baviera (1623-1706), Conte palatino del Reno (1706-1714), Duca di Baviera (1714-1806) Di rosso, al globo imperiale d'oro                                                                  |
|        | Arci-Maresciallo del Sacro Romano Impero: Principe di Sassonia Troncato di nero e d'argento, alle due spade di rosso decussate |
|        | Arci-Ciambellano del Sacro Romano Impero: Margravio di Brandeburgo - Prima del 1351: D'azzurro allo scettro d'oro - Dopo il 1351: D'azzurro a due scettri d'oro decussati |
|        | Arci-Tesoriere del Sacro Romano Impero: Conte palatino del Reno (1648-1706), Duca di Hannover (1710-1714), Conte palatino del Reno (1714-1777), Duca di Hannover (1777-1806) Di rosso, alla corona di Carlomagno d'oro                                                          |
|        | Arci-Portabandiera del Sacro Romano Impero: Duca di Hannover (1692-1710; 1714-1777) |

## Sovrani
| Stemmi personali | Stemmi imperiali | Nome/Blasone dello stemma personale |
|                  |                  | Hohenstaufen - 1138-1152: Corrado III (1093 † 1152) - 1152-1190: Federico I (1123 † 1190), incoronato 1155 - 1190-1197: Enrico VI (1165 † 1197), incoronato nel 1191 D'oro, ai tre leoni passanti in palo di nero |
|                  |                  | - 1198-1218: Ottone IV di Brunswick (1174 † 1218), incoronato nel 1209 Di rosso, a due leopardi d'oro, posti uno sull'altro |
|                  |                  | - 1212-1250: Federico II di Hohenstaufen (1194 † 1250), incoronata nel 1220 - 1250-1254: Corrado IV di Hohenstaufen (1228 † 1254) D'oro, a tre leoni passanti in palo di nero |
|                  |                  | - 1254-1256: Guglielmo d'Olanda (1227 † 1256) D'oro, al leone di rosso, armato e lampassato d'azzurro |
|                  |                  | - 1256-1272: Riccardo di Cornovaglia re dei romani (1209 † 1272) D'argento, al leone di rosso, armato, lampassato e coronato d'oro, alla bordura di nero bisantata d'oro |
|                  |                  | - 1273-1291: Rodolfo I d'Asburgo (1218 † 1291) D'oro al leone di rosso, armato, lampassato e coronato d'azzurro |
|                  |                  | * 1292-1298: Adolfo di Nassau (1250 † 1298) D'azzurro, bigliettato d'oro, al leone cimato da una corona chiusa dello stesso, armato e lampassato di rosso |
|                  |                  | - 1298-1308: Alberto I d'Asburgo (1248 † 1308) Di rosso alla fascia d'argento |
|                  |                  | - 1308-1313: Enrico VII di Lussemburgo (1275 † 1313), incoronato nel 1312 Fasciato d'argento e d'azzurro di dieci pezzi alternati, al leone di rosso, con la coda biforcata, lampassato, armato e coronato d'oro |
|                  |                  | - 1314-1347: Luigi IV di Baviera (1286 † 1347), incoronato nel 1328 Fusato bandato d'argento e d'azzurro |
|                  |                  | - 1348-1378: Carlo IV di Lussemburgo (1316 † 1378), incoronato nel 1355 - 1378-1400: Venceslao di Lussemburgo (1361 † 1419) Di rosso al leone d'argento, con la coda biforcata e decussata, armato, lampassato e coronato d'oro |
|                  |                  | - 1400-1410: Roberto di Wittelsbach (1352 † 1410) Inquartato: nel I e nel IV, fusato e bandato d'argento e d'azzurro (per la Baviera); nel II e nel III di nero al leone d'oro, armato, lampassato e coronato di rosso (per l'Elettorato Palatino) |
|                  |                  | - 1411-1437: Sigismondo del Lussemburgo (1368 † 1437), incoronato nel 1433 Inquartato: nel I e nel IV, di rosso al leone d'argento, con la coda biforcata e decussata, armato, lampassato e coronato d'oro (per la Boemia); nel II e nel III, fasciato di rosso e d'argento di otto pezzi (per l'Ungheria) |
|                  |                  | - 1437-1438: Alberto II d'Asburgo (1397 † 1439) Partito, nel primo, di rosso al leone d'argento, con la coda biforcata e decussata, armato, lampassato e coronato d'oro; nel secondo, fasciato di rosso e d'argento di otto pezzi; sul tutto, di rosso alla fascia d'argento |
|                  |                  | - 1440-1493: Federico III di Stiria (1415 † 1493), incoronato nel 1452 Di rosso alla fascia d'argento |
|                  |                  | - 1493-1519: Massimiliano I d'Asburgo (1459 † 1519), incoronato nel 1508 Partito, nel primo di rosso alla fascia d'argento (per l'Austria); nel secondo, bandato d’oro e d’azzurro, alla bordura di rosso (per il Ducato di Borgogna) |
|                  |                  | - 1519-1556: Carlo V d'Asburgo (1500 † 1558), incoronato nel 1519 Inquartato: il I e il IV gran quartato, controinquartato: 1) e 4) contro-controinquartato a) e d) di rosso, al castello d’oro, murato di nero, merlato alla ghibellina e torricellato di tre dello stesso, la mediana più alta, esso castello aperto d'azzurro (per la Castiglia), b) e c) d'argento al leone di porpora, lampassato e armato di rosso, coronato d'oro (per il Leon); 2) partito, a) troncato, in capo d'oro a quattro pali di rosso (per l'Aragona), in punta, di rosso, alla catena d'oro, posta in orlo, croce e decusse, carica di uno smeraldo al naturale, in cuore (per la Navarra); b) partito, d'argento alla croce potenziata d'oro accantonata da quattro crocette dello stesso (per Gerusalemme) e fasciato di rosso e d'argento di otto pezzi (per l'Ungheria); 3) partito, a) troncato, in capo d'oro a quattro pali di rosso (per l'Aragona), in punta, di rosso, alla catena d'oro, posta in orlo, croce e decusse, carica di uno smeraldo al naturale, in cuore (per la Navarra); b) controinquartato, aa) e cc) d'oro a quattro pali di rosso (per l'Aragona), bb) e dd) d'argento all'aquila di nero[alias: rostrata, linguata e armata di rosso](per la Sicilia); il II e il III gran quartato, controinquartato: 1) di rosso alla fascia d'argento (per l'Austria); 2) d'azzurro seminato di gigli d'oro alla bordura composta d'argento e d'oro (per la Borgogna moderna); 3) bandato d'oro e d'azzurro di sei pezzi alla bordura di rosso (per la Borgogna antica); 4) di nero al leone, lampassato e armato di rosso (per il Brabante); sul tutto, uno scudo partito, 1) d'oro al leone di nero armato e lampassato di rosso (per le Fiandre); 2) d'argento, all'aquila di rosso, rostrata, linguata, legata a trifoglio, membrata e armata d'oro (per il Tirolo). Il tutto, innestato in punta d'argento, alla melagrana d’oro, gambuta e fogliata di verde, aperta e granita di rosso (per Granada) |
|                  |                  | - 1558-1564: Ferdinando I d'Asburgo (1503 † 1564), Imperatore - 1554-1576: Massimiliano II d'Asburgo (1527 † 1576), Imperatore Inquartato, I e IV di rosso al leone rampante d'argento, con la coda biforcata e incrociata, armato linguato e coronato d'oro (per il Boemia); II e III barrato di otto di rosso e d'argento (per l'Ungheria); sopra tutto uno scudo partito: nel 1° di rosso, alla fascia d'argento (per l'Austria), nel 2° bandato d'oro e d'azzurro, alla bordura rossa (per il Ducato di Borgogna). |
|                  |                  | - 1576-1611: Rodolfo II d'Asburgo (1552 † 1612), Imperatore - 1612-1619: Mattia d'Asburgi (1557 † 1619), Imperatore - 1619-1637: Ferdinando II d'Asburgo (1578 † 1637), Imperatore Inquartato, I rosso al leone rampante d'argento, con la coda biforcata e decussata, armato, linguato e coronato d'oro (per la Boemia); II barrato di otto, di rosso e d'argento (per Ungheria); III partito: di rosso, alla fascia d'argento (per l'Austria), a sinistra bandato d'oro e d'azzurro, alla bordura di rosso (per il Ducato di Borgogna); IV gran-quartato 1° e 4° rosso a tre castelli turriti d'oro (per la Castiglia), 2° e 3° d'argento al leone rampante di porpora armato, linguato e coronato d'oro (per il Leon). |
|                  |                  | - 1637-1657: Ferdinando III d'Asburgo (1608 † 1657), Emperor - 1653-1654: Ferdinando IV d'Asburgo (1633 † 1654) Inquartato, I rosso al leone rampante d'argento, con la coda biforcata e incrociata a salterio, armato, linguato e coronato d'oro (per la Boemia); II barrato di otto, di rosso e d'argento (per l'Ungheria); III gran-quartato, 1° e 4° di rosso ai tre castelli turriti d'oro (per la Castiglia), 2° e 3° d'argento al leone rampante di porpora armato, linguato e coronato d'oro (per il Leon); IV in palo, a destra badato di sei d'oro e d'azzurro alla bordura rossa (per il Ducato di Borgogna), a sinistra troncato, al capo d'argento all'aquila spiegata rossa armata, linguata e beccata d'oro (per il Tirolo), e base d'oro al leone rampante di nero, armato e linguato di rosso (per le Fiandre); sopra tutto uno scudo patente rosso troncato d'argento (per l'Austria) |
|                  |                  | - 1657-1705: Leopoldo I d'Asburgo (1640 † 1705), Imperatore Inquartato, I barrato di otto, d'oro e d'argento (per l'Ungheria); II rosso al leone rampante d'argento, con la coda biforcuta incrociata a salterio, armato, linguato e coronato d'oro (per la Boemia); III in palo, a destra rosso troncato d'argento (per l'Austria), a sinistra bandato di sei d'oro e d'azzurro, alla bordura rossa (per il Ducato di Borgogna); IV gran-quartato 1° e 4° rosso ai tre castelli turriti d'oro (per la Castiglia), 2° e 3° d'argento al leone rampante di porpora armato, linguato e coronato d'oro (per il Leon). |
|                  |                  | - 1705-1711: Giuseppe I d'Asburgo (1678 † 1711), Imperatore Inquartato, I e IV rosso al leone rampante d'argento, con la coda biforcata e incrociata in salterio, armato, linguato e coronato d'oro (per la Boemia); II e III barrato di otto, di rosso e d'argento (per l'Ungheria); sopra tutto uno scudo patente in palo, a destra rosso troncato d'argento (per l'Austria), a sinistra bendato di sei d'oro e d'azzurro, alla bordura di rosso (per il Ducato di Borgogna). |
|                  |                  | - 1711-1740: Carlo VI d'Asburgo (1685 † 1740), Imperatore Inquartato, I di rosso ai tre castelli turriti d'oro (per la Castiglia); II barrato di otto, di rosso e d'argento (per l'Ungheria); III in palo, a destra d'oro a quattro paletti rossi (per l'Aragona), a sinistra in salterio 1° e 4° d'oro a quattro paletti rossi, 2° e 3° d'argento all'aquila spiegata di nero (per la Sicilia); IV in palo, a destra di rosso troncato d'argento (per l'Austria), a sinistra bendato di sei d'oro e d'azzurro bordato di rosso (per il Ducato di Borgogna); sopra tutto uno scudo patente rosso al leone rampante d'argento, con la coda biforcata e decussata, armato, linguato e coronato d'oro (per la Boemia). |
|                  |                  | - 1742-1745: Carlo VII di Baviera (1697 † 1745), Imperatore Inquartato, I e IV fusato bandato d'argento e d'azzurro (per la Baviera); II e III nero al leone rampante d'oro, armato, linguato, e coronato di rosso (per il Palatinato); sopra tutto uno scudo patente rosso al globo crociato d'oro (per l'Arci-Siniscalco del Sacro Romano Impero). |
|                  |                  | - 1745-1765: Francesco I di Lorena (1708 † 1765), Imperatore Inquartato: I, partito: nel 1° barrato di otto di rosso e d'argento (per l'Ungheria), nel 2° d'azzurro seminato di gigli d'oro al lambello rosso (per Napoli); II, partito: nel 1° d'argento alla croce patente accostata da quattro crocette il tutto d'oro (per Gerusalemme), nel 2° d'oro a quattro pali di rosso (per l'Aragona); III, partito: nel 1° d'azzurro seminato di gigli d'oro alla bordatura di rosso (per la Casata di Valois-Angiò), nel 2° d'azzurro al leone rivoltato rampante d'oro, armato, lampassato e coronato di rosso (per Gheldria); IV, partito: nel 1° d'oro al leone rampante di nero, armato e linguato di rosso (per Jülich), nel 2° d'azzurro seminato di croci ricrociate dal piede fitto, a due barbi addossati d'oro (per Bar); sopra tutto uno scudo partito: nel 1° d'oro alla banda di rosso, caricata di tre alerioni d'argento (per la Lorena), nel 2° d'oro, caricato in cinta di sei torte, quella posta in capo, più grande, d'azzurro caricata di tre gigli d'oro, le altre di rosso (per la famiglia de'Medici) |
|                  |                  | - 1765-1790: Giuseppe II d'Asburgo-Lorena (1741 † 1790), Imperatore Inquartato, I barrato di otto, di rosso e d'argento, impalante di rosso alla croce patriarcale d'argento su un trimonte verde (per l'Ungheria); II di rosso al leone rampante d'argento, con la coda biforcata incrociata a salterio, armato linguato e coronato d'oro (per la Boemia); III bandato di sei d'oro e d'azzurro, alla bordura di rosso (per il Ducato di Borgogna); IV d'oro, timbrato di sei torte, di cui quella in capo è composta da una rondella azzurra caricata di tre gigli d'oro (per la famiglia de'Medici); sopra tutto uno scudo patente rosso troncato d'argento (per l'Austria) impalante d'oro alla banda rossa a tre alerioni d'argento (per la Lorena) |
|                  |                  | - 1790-1792: Leopoldo II d'Asburgo-Lorena (1747 † 1792), Re di Boemia e Ungheria, Imperatore - 1792-1804: Francesco II d'Asburgo-Lorena (1768 † 1835), Re di Boemia e Ungheria &c. Inquartato, I barrato di otto, di rosso e d'argento, impalante di rosso alla croce patriarcale dì'argento su un trimonte verde (per l'Ungheria); II di rosso al leone rampante d'argento, con la coda biforcata incrociata a salterio, armato, linguato e coronato d'oro (per la Boemia); III bandato di sei d'oro e d'azzurro, alla bordura di rosso (per il Ducato di Borgogna); IV d'azzurro seminato di croci biforcate, due balbi opposti addorsati d'oro (per Bar); sopra tutto uno scudo patente in palo, a destra d'oro alla banda rossa a tre alerioni d'argento (per la Lorena), a sinistra d'oro, timbrato di sei torte, di cui quella in capo è composta da una rondella azzurra caricata di tre gigli d'oro (per la famiglia de'Medici); sopra tutto un palo rosso fasciato d'argento (per l'Austria). |

Dal 1806 in poi Francesco II userà il titolo di Imperatore d'Austria a seguito dello scioglimento del Sacro Romano Impero.

## Elettori
| Stemmi | Elettorato/Blasonatura |
|        | Baviera Losangato in banda d'argento e d'azzurro |
|        | Boemia Di rosso al leone D'argento con la coda biforcata e incrociata, lampassato, armato e coronato d'oro |
|        | Brandeburgo D'argento all'aquila di rosso, rostrata, linguata, membrata, armata, legata e coronata d'oro |
|        | Brunswick-Lüneburg Partito: nel primo, di rosso a due leoni d'oro passanti, le teste in maestà, posti uno sull'altro (per il Brunswick); nel secondo, d'oro seminato di cuori di rosso, al leone d'azzurro (per il Lüneburg).                                              |
|        | Colonia D'argento alla croce di nero. |
|        | Magonza Di rosso alla ruota raggiata di sei d'argento |
|        | Palatinato - Prima del 1214: Di nero al leone d'oro, lampassato, armato e coronato di rosso - Dopo il 1214: Inquartato: nel I e nel IV, losangato d'argento e d'azzurro (per la Baviera); nel II e nel III, di nero al leone d'oro, lampassato, armato e coronato di rosso |
|        | Sassonia Fasciato di nero e d'oro, alla sbarra fiorata di verde |
|        | Treviri D'argento alla croce di rosso |

## Provincia Austriaca
| Stemma | Collocazione/Blasonatura |
|        | Austria Di rosso alla fascia d'argento |
|        | Carinzia Partito: nel primo, d'oro, a tre leoni di nero passanti e lampassati di rosso, ordinati in palo; nel secondo, di rosso, alla fascia d'argento                                              |
|        | Carniola D'argento all'aquila spiegata d'azzurro, rostrata, linguata, membrata e armata di rosso, caricata di un crescente scaccato di rosso e d'oro, coronata dalla Corona del S.R.I., al naturale |
|        | Friuli D'azzurro, all'aquila d'oro, armata, membrata, rostrata di rosso, le ali caricate da due gambi trifogliati dello stesso.                                                                     |
|        | Stiria Di verde alla pantera d’argento armata, cornata e ignivoma di rosso. Lo scudo timbrato dalla corona di Arciduca d’Austria                                                                    |
|        | Tirolo D'argento all'aquila di rosso, rostrata, linguata, membrata, armata e legata a trifoglio d'oro                                                                                               |

## Provincia Bavarese
| Stemma | Collocazione/Blasonatura                                                                  |
|        | Ratisbona Di rosso al due chiavi decussate d'argento, gli ingegni all'insù e verso i lati |

## Provincia Borgognona
| Stemma | Collocazione/Blasonatura |
|        | Contea di Borgogna - Prima del 1280: Di rosso all'aquila d'argento - Dopo il 1280: D'azzurro seminato d'oro al leone dello stesso, armato e lampassato di rosso |
|        | Brabante - Prima del 1288: Di nero al leone d'oro, armato e lampassato di rosso - Dal 1288 al 1406: Inquartato; nel I e nel IV, di nero al leone d'oro, armato e lampassato di rosso; nel II e nel III, d'argento al leone di rosso con la coda biforcata, armato e lampassato d'oro - Dal 1406 al 1430: Inquartato: nel I e nel IV, d'azzurro a tre gigli d'oro, alla bordura composta d'argento e di rosso; nel II, di nero al leone d'oro, armato e lampassato di rosso; nel III, d'argento al leone d'oro, con la coda biforcata, armato, lampassato e coronato d'oro |
|        | Fiandre D'oro al leone di nero, armato e lampassato di rosso |
|        | Gheldria - Prima del 1236: D'oro a tre cinquefoglie di rosso - Dal 1236 al 1276: D'azzurro seminato di biglietti d'oro al leone dello stesso - Dal 1276 al 1378: D'azzurro al leone d'oro, armato, lampassato e coronato di rosso - Dopo il 1378: Partito: nel primo, d'azzurro al leone rivoltato d'oro, armato e lampassato di rosso, coronato del secondo; nel II, d'oro al leone di nero, armato e lampassato di rosso |
|        | Hainaut - Dopo il 1299: Scaglionato d'oro e di nero - Dal 1299 al 1254: Inquartato d'oro: nel I e nel IV, al leone di nero, armato e lampassato di rosso; nel II e nel III, al leone di rosso, armato e lampassato d'azzurro - Dal 1254 al 1433: Inquartato: nel I e nel IV losangato d'azzurro e d'argento; nel II e nel III, controinquiartato d'oro, 1) e 4) al leone di nero, armato e lampassato di rosso; 2) e 3) al leone di rosso, armato e lampassato d'azzurro |
|        | Olanda D'oro al leone di rosso, armato e lampassato d'azzurro |
|        | Limburgo - Prima del 1214: D'argento al leone di rosso, armato e lampassato d'oro - Dopo il 1214: D'argento al leone di rosso, con la coda biforcata, armato, lampassato e coronato d'oro |
|        | Loon e Chiny - Conti di Loon: Fasciato d'oro e di rosso di dieci pezzi - Conti di Chiny: Di rosso seminato di crocette d'oro, a due barbi addossati dell'ultimo posti in palo - Conti di Loon e Chiny: Partito: nel primo, fasciato d'oro e di rosso di dieci pezzi; nel secondo, di rosso seminato di crocette d'oro, a due barbi addossati dell'ultimo posti in palo - Conti di Loon e Chiny della dinastia di Heinsberg: Inquartato: nel I e nel IV partito, 1) fasciato d'oro e di rosso di dieci pezzi; 2) di rosso seminato di crocette d'oro, a due barbi addossati dell'ultimo posti in palo; nel II e nel III: di rosso, al leone d'argento, con la code biforcata e decussata - Conti di Loon e Chiny della dinastia del Monferrato-Oreye: Inquartato, nel I e nel IV d'argento al leone di nero; nel II e nel III partito, 1) fasciato d'oro e di rosso di dieci pezzi; 2) di rosso seminato di crocette d'oro, a due barbi addossati dell'ultimo posti in palo |
|        | Lussemburgo - Prima del 1348: Fasciato d'argento e d'azzurro di dieci pezzi, al leone di rosso, armato, lampassato e coronato d'oro - Dopo il 1348: Fasciato d'argento e d'azzurro di dieci pezzi, al leone di rosso con la coda biforcata e decussata, armato, lampassato e coronato d'oro |
|        | Namur D'oro al leone di nero, armato e lampassato di rosso, alla banda dello stesso sul tutto. |

## Provincia di Franconia
| Stemma | Collocazione |

## Provincia del Basso Reno-Vestfalia
| Stemma | Collocazione/Blasonatura |
|        | Cleves - Dinastia di Cleves: Di rosso allo scudetto d'argento, al raggio di carbonchio d'oro attraversante sul tutto - Dinastia di Marck: Inquartato: nel I e nel IV, di rosso allo scudetto d'argento, al raggio di carbonchio d'oro attraversante sul tutto; nel II e nel III, d'oro alla banda scaccata di rosso e d'argento di tre file |
|        | Berg D'argento al leone di rosso, con la coda biforcata e decussata, armato, lampassato e coronato d'oro |
|        | Delmenhorst - D'azzurro, alla croce patente, col pie' fitto, d'oro - nel XV secolo: Partito: nel primo d'oro, a due fasce di rosso; nel secondo d'azzurro, alla croce patente, col pie' fitto, d'oro |
|        | Jülich D'oro al leone di nero, armato e lampassato di rosso |
|        | Liegi Inquartato: nel primo di rosso, alla fascia d'argento; nel secondo d'argento, a tre leoni di verde, armati e lampassati di rosso, coronati d'oro; nel terzo fasciato d'oro e di rosso di dieci pezzi; nel quarto d'oro, a tre corni da caccia di rosso, guarniti e imboccati d'oro; sul tutto di rosso, alla scalinata rialzata di tre gradini, sostenuta da tre leoni, culminata da una cupola a pigna, cimata da una crocetta patente, il tutto d'oro, accostata dalle lettere maiuscole L e G dello stesso |
|        | Marck - Conti di Mark: D'oro alla fascia scaccata d'argento e di rosso, di tre file - Conti di Cleves e Mark: Inquartato: nel I e nel IV di rosso allo scudetto d'argento, al raggio di carbonchio d'oro attraversante sul tutto; nel II e nel III d'oro alla fascia scaccata d'argento e di rosso, di tre file |
|        | Oldenburg - D'oro, a due fasce di rosso - nel XV secolo: Partito: nel primo d'oro, a due fasce di rosso; nel secondo d'azzurro, alla croce patente, col pie' fitto, d'oro |
|        | Ravensberg D'argento a tre scaglioni di rosso |

## Provincia dell'Alto Reno
| Arms | Collocazione/Blasonatura |
|      | Assia D'azzurro al leone fasciato d'argento e di rosso di dieci pezzi, armato d'oro |
|      | Lorena - Prima del 1430 (casa d'Alsazia): D'oro alla banda di rosso caricata di tre alerioni spiegati d'argento - Dal 1430 al 1473 (casa d'Anjou): Troncato di uno e partito di due: I) fasciato di rosso e d'argento di otto pezzi (per il Regno d'Ungheria Ungheria); II) d'azzurro seminato di gigli d'oro al labello di rosso (per il Napoli); III) d'argento alla croce potenziata d'oro accantonata da quattro crocette dello stesso (per il Gerusalemme); IV) d'azzurro seminato di gigli d'oro alla bordura di rosso (per la Casata di Valois-Angiò); V) d'azzurro seminato di crocette ricrociate e dal pie' fitto d'oro, a due barbi addossati dello stesso (per la Contea di Bar); VI) d'oro alla banda di rosso caricata di tre alerioni d'argento (per la Lorena); sul tutto, d'oro a quattro pali di rosso (per l'Aragona) - Dal 1473 al 1508: Inquartato: I partito, a) fasciato di rosso e d'argento di otto pezzi (per il Regno d'Ungheria Ungheria); b) d'azzurro seminato di gigli d'oro al lambello di rosso (per il Napoli); II) partito, a) d'argento alla croce potenziata d'oro accantonata da quattro crocette dello stesso (per il Gerusalemme); b) d'oro a quattro pali di rosso (per l'Aragona); III) d'azzurro seminato di gigli d'oro alla bordura di rosso; IV) d'azzurro seminato di crocette ricrociate e dal pie' fitto d'oro, a due barbi addossati dello stesso (per la Contea di Bar); sul tutto d'oro alla banda di rosso caricata di tre alerioni d'argento (per la Lorena) - Dal 1538 al 1737 (casa di Vaudémont): Troncato e partito di tre: I) fasciato di rosso e d'argento di otto pezzi; II) d'azzurro seminato di gigli d'oro al lambello di rosso; III) d'argento alla croce potenziata d'oro accantonata da quattro crocette dello stesso; IV) d'oro a quattro pali di rosso; V) d'azzurro seminato di gigli d'oro alla bordura di rosso; VI) d'azzurro, al leone rivoltato d'oro, armato, lampassato e coronato di rosso (per la Gheldria); VII) d'oro al leone di nero, armato e lampassato di rosso (per il Ducato di Jülich; VIII) d'azzurro seminato di crocette ricrociate e dal pie' fitto d'oro, a due barbi addossati dello stesso; sul tutto, d'oro alla banda di rosso caricata di tre alerioni d'argento. |
|      | Savoia Di rosso alla croce d'argento |
|      | Vaudémont - Prima del 1346: Burellato d'argento e di nero di dieci pezzi - Dal 1346 al 1386: D'azzurro, a tre mordacchie d'oro, al capo d'argento caricato di un leone nascente di rosso - Dal 1386 al 1473: D'oro, alla banda di rosso caricata di tre alerioni d'argento, al lambello d'azzurro attraversante |

## Provincia dell'Elettorato del Reno
| Stemmi | Collocazione |

## Provincia della Bassa Sassonia
| Stemmi | Collocazione                                       |
|        | Holstein Di rosso alla foglia seghettata d'argento |

## Provincia dell'Alta Sassonia
| Stemmi | Collocazione/Blasonatura |

## Provincia Sveva
| Stemmi | Collocazione/Blasonatura |
|        | Augusta Partito di rosso e d'argento, alla pigna sostenuta da un capitello, il tutto di verde                                                                              |
|        | Baden D'oro alla banda di rosso |
|        | Fugger Partito d'oro e d'azzurro a due gigli dell'uno nell'altro |
|        | Salem D'azzurro, alla banda scaccata di rosso e d'argento, di due file, al bastone pastorale passante in palo d'oro, legato da un velo pasante in sbarra e banda d'argento |
|        | Teck Fusato in sbarra di nero e d'oro |

## Boemia
| Stemma | Collocazione/Blasonatura |
|        | Moravia D'azzurro all'aquila scaccata d'argento e di rosso, rostrata, linguata, membrata, armata e coronata d'oro                                                   |
|        | Görlitz Troncato, nel primo di rosso al leone d'argento, armato, lampassato e coronato d'oro; nel secondo d'argento                                                 |
|        | Lusazia - Bassa Lusazia: D'argento, al toro passante di rosso - Alta Lusazia: Troncato merlato di tre pezzi, nel primo d'azzurro, nel secondo d'oro, murato di nero |

## Altri
| Stemma | Collocazione/Blasonatura |
|        | Genevese Cinque punti d'oro equipollenti a quattro d'azzurro |
|        | Nizza D'argento, all'aquila spiegata coronata e legata di rosso posta su un monte di tre cime di nero, sorgente da un mare ondoso d'azzurro |
|        | Provenza - Prima del 1245: D'oro palato di rosso - Dopo il 1245: D'azzurro seminato di gigli d'oro al labello di rosso |
|        | Prussia D'argento, all'aquila di nero, rostrata, legata a trifoglio, membrata e armata d'oro, coronata dalla Corona Reale di Prussia, al naturale, tenente con la zampa destra, lo scettro reale d'oro, cimato da un'aquila d'argento; con la zampa sinistra, il globo imperiale d'azzurro, gemmato e crociato, al naturale |
|        | Ordine Teutonico - D'argento, alla croce di nero - Gran Maestro: D'argento, alla croce di nero, riempita da altra croce scorciata e gigliata, sul tutto uno scudetto dello stesso, all'aquila di nero, rostrata, linguata, legata a trifoglio, membrata e armata di rosso                                                   |
|        | Viennois D'oro, al delfino sorgente d'azzurro, pinnato e crestato di rosso |